# Caltojar
Caltojar è un comune spagnolo di 118 abitanti situato nella comunità autonoma di Castiglia e León.